# Academia de Artes da Rússia
A Academia de Artes da Rússia é a mais antiga e mais importante escola superior de artes da Rússia. Funcionou em São Petersburgo desde sua fundação em 1757 até 1947, e hoje está sediada em Moscou, tendo passado por várias reestruturações ao longo de sua história. 

## História
Em 6 de novembro de 1757 a imperatriz Elisabeth, incentivada por Ivan Shuvalov, fundou em São Petersburgo a Academia das Três Nobres Artes, fazendo frutificar um plano ideado por Pedro, o Grande, que desejava criar uma escola de artes no país. Shuvalov foi indicado como o primeiro curador da instituição, e doou sua grande coleção de arte para que formasse o núcleo do museu e da biblioteca acadêmica.

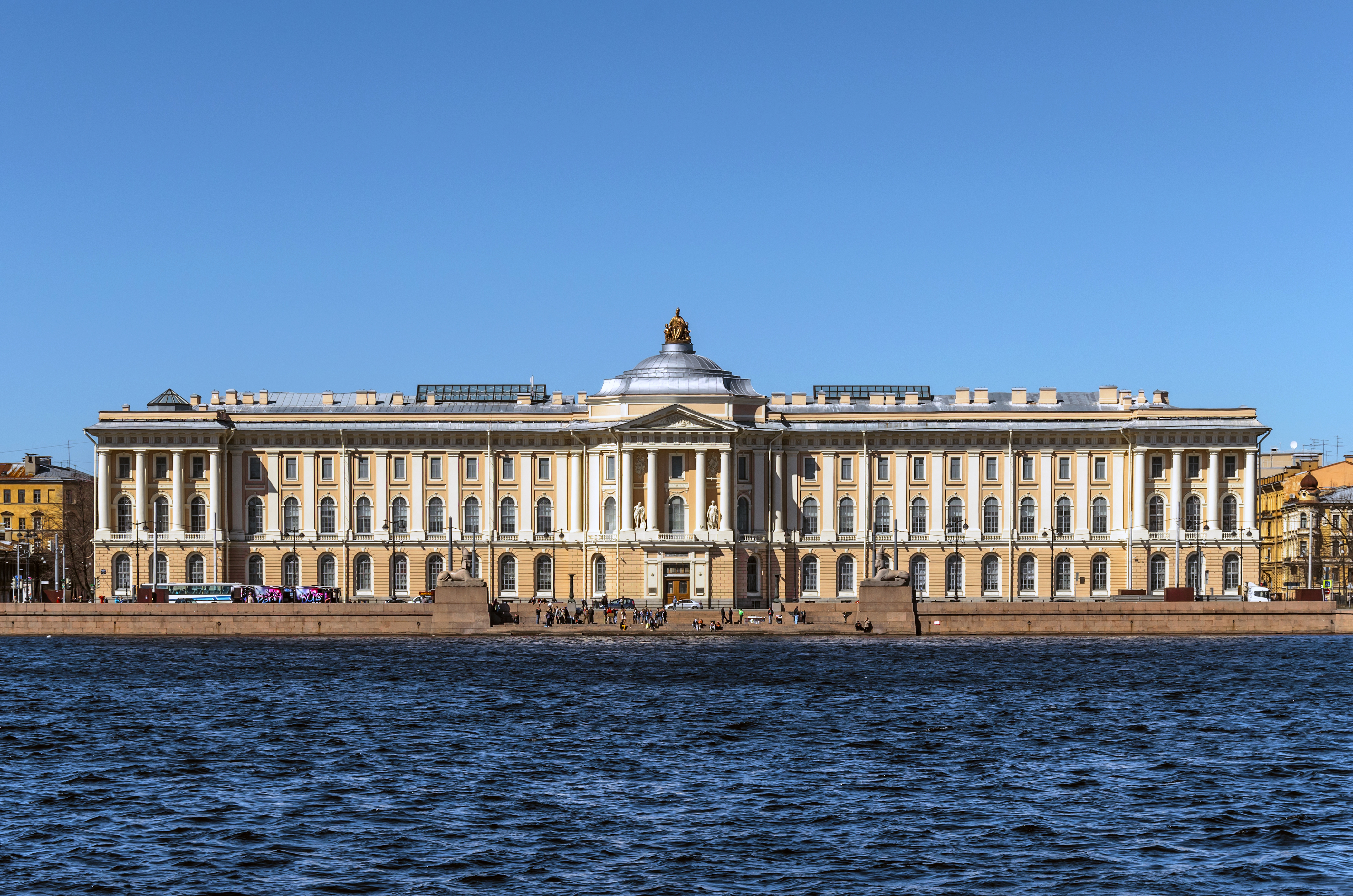
O prédio histórico em São Petersburgo

Catarina, a Grande, no intuito de enfatizar a importância dada pelo governo às belas artes, renomeou a Academia como Academia Imperial de Artes, aprovou seus estatutos e concedeu-lhe privilégios especiais. Em 1764 iniciou a construção de um novo prédio para ela, projetado por Alexander Kokorinov e Jean Vallin de la Mothe, concluído em 1788. Logo a Academia Imperial se tornou a mais importante e progressista instituição artística da Rússia, formando notáveis alunos. Seu programa de ensino incluía pintura, artes gráficas, escultura e arquitetura.
Através de decreto em 1829 o imperador Nicolau I concedeu-lhe sua proteção, e de lá até 1833 seu prédio foi extensamente reformado, criando-se uma galeria de exposições, uma sala de conferências e um píer adentrando o rio Neva, decorado com enormes esfinges egípcias, bem como reformou-se a capela privada da escola. 
De 1843 até o fim da monarquia a Academia foi dirigida exclusivamente por membros da casa imperial, e no início do século XX ainda era a única escola superior de arte em todo o país, mas suas atividades não se limitavam apenas à educação. Encomendava e adquiria obras de arte, para as quais organizou um rico museu, realizava pesquisas técnicas, promovia o enriquecimento de coleções de outros museus, organizava exposições periódicas e era o principal centro na área de conservação e restauro de obras de arte. Também era a responsável pela elaboração e controle de planos urbanísticos para várias cidades, enviava professores e alunos para realizarem a decoração de importantes igrejas e supervisionava a instituição de escolas provinciais de arte em vários pontos do território russo.

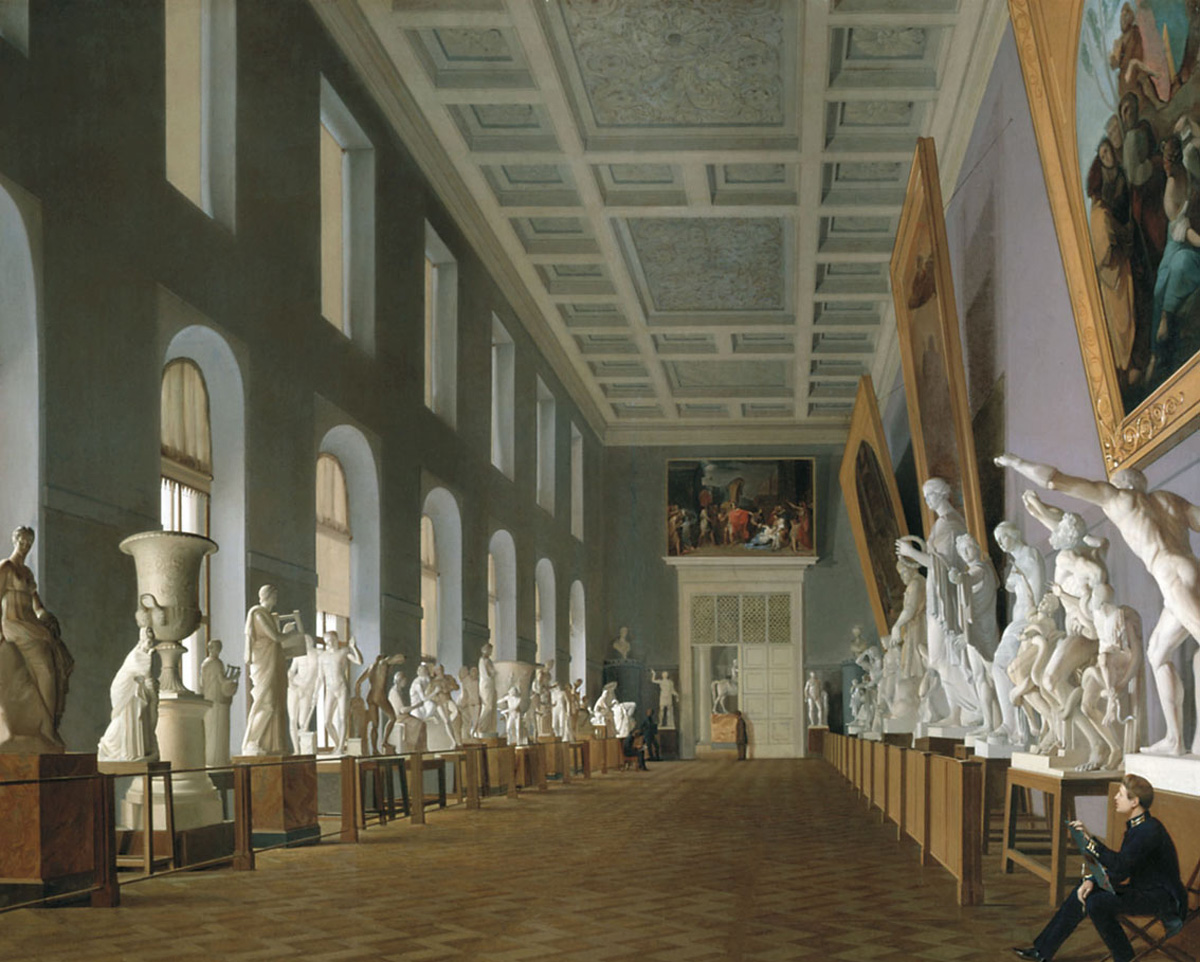
G. K. Mikhailov: a segunda galeria de antiguidades em 1836

Em 1898 a Academia Imperial acompanhou a fundação do atual Museu Russo, transferindo-lhe grande parte de sua coleção. Depois da Revolução de 1917 a escola foi abolida, mas sua estrutura educativa continuou em funcionamento, passando por várias reestruturações em curto espaço de tempo: entre 1918 e 1930 chamou-se sucessivamente Oficinas de Arte Livre, Oficinas Estatais de Arte de Petrogrado e logo Instituto das Belas Artes Operárias de Leningrado. 
Uma resolução de 1932 do Comitê Central do Partido Comunista colocou um fim à diversidade de tendências vanguardistas praticadas no seio da escola e fora dela, estabelecendo as diretrizes para a formação de uma estética nacional conhecida como Realismo Socialista, que tornou-se a política oficial do governo para as artes. A Academia foi restabelecida e renomeada como Academia de Artes de Todos os Russos e o Instituto das Belas Artes Operárias de Leningrado foi reformado para se tornar o Instituto de Pintura, Escultura e Arquitetura de Leningrado, assumindo a liderança da educação artística na União Soviética.
Durante a II Guerra Mundial muitos artistas, estudantes e mestres foram recrutados pelo exército e enviados ao campo de batalha. Os que permaneceram em Leningrado ajudaram na organização da defesa da cidade e na proteção, evacuação e resgate de bens artísticos. Mesmo durante o cerco de Leningrado a Academia permaneceu em atividade como um protesto da civilização russa contra a barbárie nazista, e após a vitória supervisionou os trabalhos de reconstrução do patrimônio artístico perdido. 
Em 1947 a Academia de Artes de Todos os Russos foi transformada em Academia de Artes da União Soviética, ora sediada em Moscou, centralizando todas as escolas e institutos de arte de todas as repúblicas da União. Seu campo de ensino se expandiu, passando a incluir as artes decorativas e aplicadas, e no ano seguinte foram instituídas várias oficinas de aperfeiçoamento. Em 1979 foi acrescentada uma divisão de arquitetura e arte monumental. Depois do colapso da União Soviética, um decreto presidencial estabeleceu em 1992 a escola como Academia de Artes da Rússia.

## Atualidade
A Academia de Artes da Rússia está hoje organizada segundo departamentos para cada especialidade artística, com duas divisões regionais. Também supervisiona vários institutos e desenvolve programas de pesquisa, além de manter um rico museu. 

### Departamentos artísticos
- Pintura
- Escultura
- Artes Gráficas
- Artes Cênicas e Cinema
- Arquitetura
- Artes Decorativas
- Design
- História e Crítica de Arte
- Tendências Inovadoras
- Fotografia e Tecnologias Multimídias

### Divisões Regionais
- Urais, Sibéria e Extremo Oriente
- Região do Volga

### Institutos
- Instituto de Artes da Academia de Moscou Vasily Surikov, que mantém as faculdades de Pintura, Artes Gráficas, Escultura, Arquitetura, Teoria e História da Arte.

- Instituto de Pintura, Escultura e Arquitetura da Academia Estatal de São Petersburgo Ilya Repin, com as mesmas faculdades.

- Liceu de Arte de Moscou, oferecendo as disciplinas de Pintura, Escultura e Arquitetura

- Liceu de Arte da Academia Estatal de São Petersburgo Boris Ioganson, com as mesmas aulas do Liceu de Moscou.

### Atividades museais
A Academia mantém vários espaços e instâncias com atividades de museu e galeria:
- Salas de Exposição da Academia de Artes da Rússia
- Galeria de Arte Tsereteli
- Museu da Academia de Artes da Rússia, com uma das mais importantes coleções de São Petersburgo. Tem ainda as extensões do Apartamento-Museu Isaak Brodski, do Apartamento-Museu Arkhip Kuindji e da Casa-Museu Pavel Chistyakov, e os seguintes afiliados: o Atelier-Museu Sergei Konenkov e a Casa-Museu Ilya Repin.

### Pesquisa
No terreno da teoria da arte a Academia tem como objetivos conduzir pesquisas teóricas e aplicadas sobre questões atuais da história e teoria das belas artes e arquietura; estudar e sumarizar as experiências criativas nacionais e internacionais; organizar conferências e fóruns; desenvolver métodos de ensino em várias disciplinas da educação artística, e publicar os resultados dessas pesquisas.